# Oblężenie Malty (1798–1800)
Oblężenie Malty, znane też jako Oblężenie Valletty lub Blokada Francuzów (malt. L-Imblokk tal-Franċiżi) – dwuletnie oblężenie i blokada francuskiego garnizonu w Valletcie, największym mieście i głównym porcie na śródziemnomorskiej wyspie Malcie, pomiędzy rokiem 1798 a 1800.
Valletta została zdobyta przez francuskie siły ekspedycyjne podczas śródziemnomorskiej kampanii Napoleona. Bonaparte pozostawił tam garnizon liczący trzy tysiące ludzi, pod dowództwem Claude’a-Henri Belgranda de Vaubois. Kiedy francuska flota śródziemnomorska została 1 sierpnia 1798 roku zniszczona w bitwie pod Abukirem, brytyjska Royal Navy mogła rozpocząć blokadę Malty, z pomocą ludności wyspy, która rozpoczęła powstanie przeciwko Francuzom. Zmuszone do wycofania się do Valletty, siły okupacyjne musiały się zmierzyć z niedostatkiem żywności, spotęgowanym przez skuteczność blokady: jakkolwiek małe ilości artykułów żywnościowych dotarły na początku 1799 roku, nie powtórzyło się to aż do początku roku 1800. W tym czasie głód i choroby odbiły się w katastrofalny sposób na zdrowiu, morale oraz zdolności bojowej żołnierzy francuskich.
W lutym roku 1800, wyruszył z Tulonu konwój pod dowództwem kontradmirała Jeana-Baptiste’a Perrée’a, który był zdecydowany dostarczyć zaopatrzenie do garnizonu. Eskadra okrętów blokady pod dowództwem wiceadmirała lorda Nelsona, na oczach głodujących żołnierzy na Malcie, przechwyciła konwój. W trakcie kilku krótkich starć Perrée zginął, a jego okręt flagowy został zdobyty. W następnym miesiącu francuski okręt liniowy „Guillaume Tell”, obładowany żołnierzami, wypłynął z Valletty do Tulonu, lecz również został przechwycony, i po zaciętej bitwie zmuszony do poddania się brytyjskiej eskadrze. Klęski te uświadomiły Francuzom niemożność utrzymania pozycji w Valletcie, a jej poddanie nieuniknionym. Jakkolwiek Vaubois utrzymał się przez następne 5 miesięcy, w końcu skapitulował 4 września. Do tego czasu, śmiertelność z niedożywienia i tyfusu osiągnęła w garnizonie liczbę 100 ludzi dziennie. Malta przypadła Wielkiej Brytanii, a kontrola nad wyspą była przyczyną wybuchu wojen napoleońskich w roku 1803. Ostatecznie pozostała pod zarządem brytyjskim przez 164 lata, do roku 1964, kiedy uzyskała niepodległość.

## Francuska inwazja na Maltę
19 maja 1798 roku, z Tulonu wypłynęła francuska flota, przewożąca wojska ekspedycyjne w sile 30 000 ludzi, dowodzone przez generała Napoleona Bonaparte. Celem tych sił był Egipt, Napoleon pragnął rozszerzyć francuskie wpływy na inne kontynenty oraz zmusić Anglików do zawarcia pokoju w wojnach rewolucyjnej Francji, które rozpoczęły się w roku 1792. Płynąc na południowy wschód, konwój zabrał dodatkowy transport z włoskich portów, i 9 czerwca o godz. 5.30 przybył do Valletty, silnie ufortyfikowanego miasta-portu na wyspie Malta. W tym czasie Malta wraz z sąsiednimi wyspami znajdowała się pod władzą Zakonu Rycerzy św. Jana, starego i wpływowego zakonu rycerskiego, osłabionego przez utratę większości swoich wpływów podczas rewolucji francuskiej. Zakon, który rządził większością maltańskiego społeczeństwa na wyspach, tworzyli mężczyźni z wielu krajów europejskich, w tym bardzo wielu Francuzów. Na jego czele stał wielki mistrz Ferdinand von Hompesch zu Bolheim, który odmówił żądaniu Bonapartego, aby cały konwój wpłynął do portu w Valletcie i pobrał zaopatrzenie, argumentując, że neutralność Malty zezwala na wpłynięcie jedynie dwóch okrętów w jednym czasie.

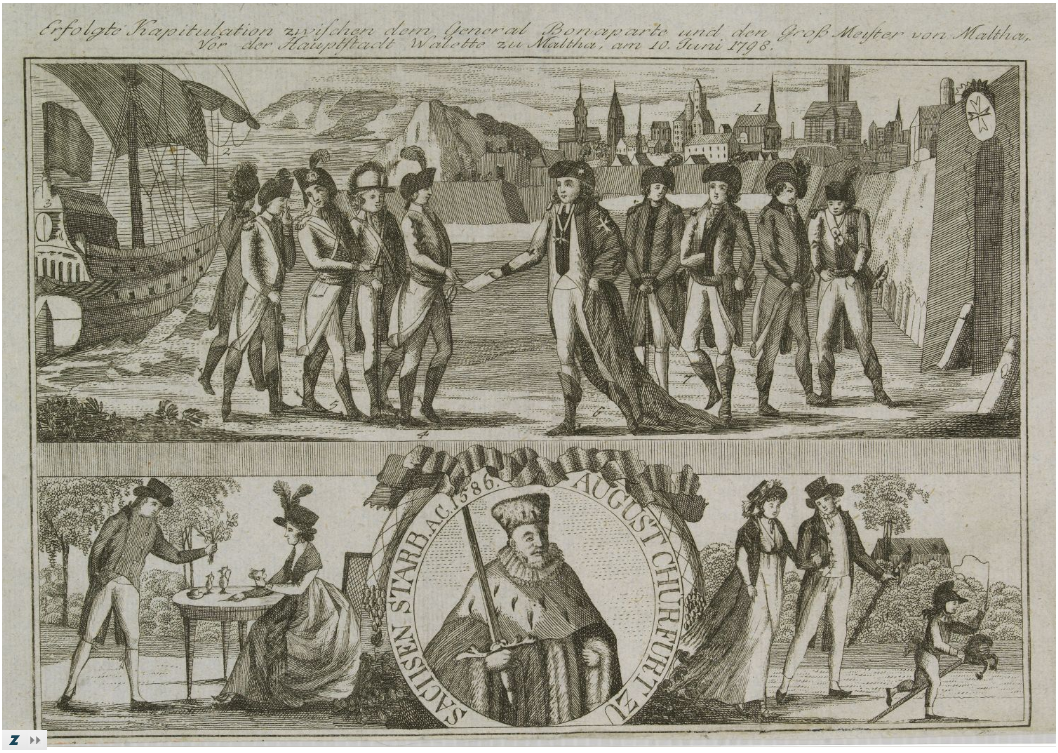
Kapitulacja Malty przed generałem Bonaparte

Otrzymawszy taką odpowiedź, Napoleon natychmiast rozkazał flocie ostrzelać Vallettę, a 11 czerwca generał Louis Baraguey d’Hilliers wysadził desant kilku tysięcy żołnierzy, którzy dokonali inwazji w siedmiu strategicznych miejscach wyspy. Francuscy joannici zdezerterowali, a pozostali nie zorganizowali znaczącego oporu. Około 2000 członków maltańskiej milicji broniło się w Mdinie przez 24 godziny, jednak zbiegli do Valletty, kiedy miasto poddało się generałowi Claude-Henri Belgrandowi de Vaubois. Chociaż Valletta była wystarczająco silna, aby wytrzymać długie oblężenie, Bonaparte wynegocjował z Hompeschem kapitulację. W zamian za posiadłości we Francji i rekompensaty pieniężne dla siebie oraz rycerzy zakonu, wielki mistrz zgodził się oddać Maltę wraz z wszystkimi bogactwami Francuzom. Bonaparte pozostawił na wyspach francuski garnizon, w sile 3000 ludzi pod wodzą de Vaubois, a sam z resztą ekspedycji wypłynął 19 czerwca na wschód, w kierunku Aleksandrii.

### Bitwa morska pod Abukirem
Konwój Bonapartego ścigała eskadra czternastu brytyjskich okrętów pod wodzą kontradmirała sir Horatio Nelsona, który dowiedział się o inwazji na Maltę, będąc zakotwiczony na Sycylii. Postanowił przechwycić Francuzów w drodze do Egiptu. Okręty Nelsona wyprzedziły przeciwnika w nocy 22 czerwca w ciemnościach, bez ujawniania swojej obecności, i przybyły do Aleksandrii przed Napoleonem, w dniu 28 czerwca. Wierząc, że Francuzi muszą mieć inny cel, następnego dnia Nelson zawrócił na północ, aby sprawdzić wybrzeża Anatolii. Przez to spóźnił się na przybycie Bonapartego 30 czerwca, o niecałe 24 godziny. Nie napotykając na przeciwnika, Bonaparte przybył i pomaszerował na Aleksandrię, zajął miasto, po czym skierował się w głąb lądu. Flota dostała rozkaz, aby zacumować w zatoce niedaleko wsi Abu Kir i tam oczekiwać na dalsze dyspozycje. 1 sierpnia Nelson zawrócił w stronę egipskiego wybrzeża i odkrył zakotwiczone francuskie okręty. Atakując natychmiast, okręty Nelsona zdołały zdobyć dziewięć okrętów liniowych przeciwnika i zniszczyć dwa, w tym okręt flagowy „L’Orient”, odnosząc tylko umiarkowane uszkodzenia. Zniszczywszy francuską flotę śródziemnomorską, Royal Navy uzyskała kontrolę nad całym akwenem, w czym wsparły ją floty Portugalii, Neapolu, Imperium Rosyjskiego oraz Imperium Osmańskiego, krajów naprędce zorganizowanej II Koalicji przeciwko Francji.

### Powstanie maltańskie

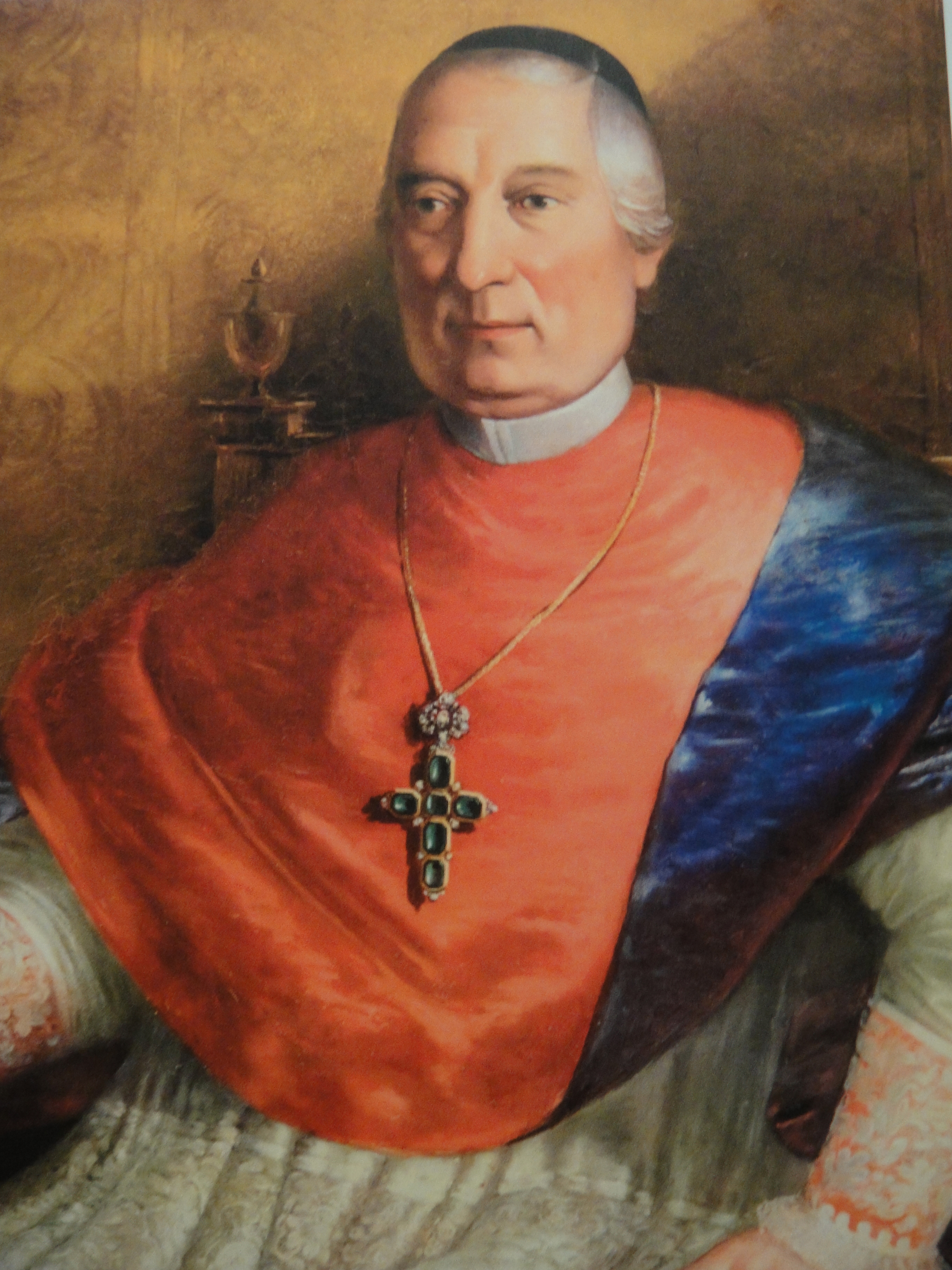
Kanonik Francesco Saverio Caruana, jeden z liderów powstańców maltańskich. Został później biskupem Malty

Na Malcie Francuzi niespodziewanie rozwiązali Kościół katolicki oraz wszystkie instytucje Zakonu Maltańskiego. Dobra kościelne zostały złupione i zajęte, aby opłacić ekspedycję do Egiptu. Działania te wywołały falę gniewu wśród głęboko wierzącego, katolickiego społeczeństwa Malty. Te nastroje doprowadziły 2 września, podczas aukcji kościelnego majątku, do wybuchu powstania. W ciągu kilku dni tysiące powstańców zaczęło oblegać francuski garnizon w Valletcie. Miasto zostało otoczone przez około 10 000 ochotników maltańskich pod dowództwem Emmanuela Vitale, Vincenza Borga i kanonika Francesca Saveria Caruany. Maltańczycy byli uzbrojeni w 23 działa i niewielką eskadrę kanonierek przybrzeżnych. Chociaż nastąpiło kilka utarczek pomiędzy powstańcami a garnizonem francuskim, twierdza była zbyt silna do zdobycia przez siły nieregularne.
W połowie września na wyspę przybyła eskadra okrętów portugalskich. W jej skład wchodziły: „Príncipe Real” (90 dział, komandor Puysigur), „Rainha de Portugal” (74; komandor Thomas Stone), „São Sebastião” (74; kmdr Mitchell), „Afonso de Albuquerque” (74; kmdr Donald Campbell), oraz bryg „Falcão” (24; kmdr Duncan). Kapitanowie czterech z nich byli Brytyjczykami, służącymi pod dowództwem Domingosa Xaviera de Limy, markiza de Nisa. Dodatkowo brytyjski okręt HMS „Lion” (kmdr Manley Dixon) oraz brander HMS „Incendiary” (komandor George Baker) dołączyły do eskadry. Rząd Portugalii przysłał te okręty dla wsparcia sił Nelsona. Po krótkim postoju na Malcie, eskadra popłynęła do Aleksandrii. Stamtąd Nelson odesłał jednostki z powrotem na Maltę, aby zablokować Francuzów.
Pod koniec września brytyjska eskadra (trzynaście uszkodzonych pod Abukirem okrętów) pod dowództwem komandora sir Jamesa Saumareza pojawiła się koło Malty. Ze względu na konieczność napraw jednostek, nie była w stanie uczestniczyć bezpośrednio w blokadzie, niemniej Saumarez spotkał się z przedstawicielami powstańców i 25 września wysłał do generała Vaubois ofertę rozejmu w ich imieniu. Francuski dowódca odpowiedział: „Vous avez, sans doute, oublié que des Français sont dans la place. Le sort des habitans [sic] ne vous regarde pointe. Quant à votre sommation, les soldats français ne sont point habitués à ce style” („Być może zapomniał Pan, że to Francuzi trzymają to miejsce. Los mieszkańców to nie Pana sprawa. Co do ultimatum, francuscy żołnierze nie są przyzwyczajeni do takiego tonu”). Nie mogąc nakłonić przeciwnika do poddania się, Saumarez wyposażył siły maltańskie w 1200 karabinów, z którymi kontynuowano oblężenie. Pod koniec miesiąca brytyjska eskadra, by nie odwlekać naprawy okrętów, wypłynęła do Gibraltaru.
12 października brytyjskie okręty liniowe HMS „Alexander” (kmdr Alexander Ball), HMS „Culloden” (kmdr Thomas Troubridge) i HMS „Colossus” (kmdr George Murray) dołączyły do jednostek portugalskich, rozpoczynając formalną blokadę. Tego samego dnia Vaubois wprowadził ostatnich swoich żołnierzy, wraz z około setką Maltańczyków, chcących dołączyć do sił francuskich, do ufortyfikowanej Valletty. Garnizon osiągnął liczbę ponad 3000 żołnierzy, ponadto, przynajmniej początkowo, był dobrze zaopatrzony. W porcie stały okręty liniowe „Dégo” i „Athénien” oraz fregata „Carthaginoise”, które poprzednio były okrętami maltańskimi, jak też niedawno przybyłe „Guillaume Tell” i fregaty „Justice” oraz „Diane”, niedobitki spod Abukiru, pod wiceadmirałem de Villeneuve, które przybyły na Maltę z końcem września.

### Zdobycie Gozo
24 października, po 10-dniowym rejsie z Neapolu, Nelson dołączył, na HMS „Vanguard” w towarzystwie HMS „Minotaur”, do eskadry blokującej Francuzów. Cztery dni później Ball pomyślnie zakończył negocjacje z francuskim garnizonem na małej wyspie Gozo. 217 francuskich żołnierzy zgodziło się poddać bez walki i przekazać wyspę, jej fortyfikacje, 24 działa, znaczną ilość amunicji i 3200 worków mąki Brytyjczykom. Jakkolwiek wyspa formalnie podlegała Ferdynandowi III Sycylijskiemu, była administrowana przez brytyjskich i maltańskich przedstawicieli, których pierwszym zadaniem było rozdanie zdobytej żywności 16 tysiącom mieszkańców wyspy. Wyspy Maltańskie nie były samowystarczalne pod względem żywności i szybko wykarmienie mieszkańców stało się dużym obciążeniem ich zasobów, zwłaszcza z tak dużą ilością ludzi pod bronią. Ferdynand III odmówił udziału w dostarczaniu żywności, dlatego cały trud zapewnienia środków transportu z Włoch spadł na Balla i jego kapitanów. Pod koniec roku liczba maltańskich żołnierzy zmniejszyła się z 10 000 do 1500, wspieranych przez 500 żołnierzy brytyjskiej i portugalskiej piechoty morskiej z eskadry blokującej. Eskadra, składająca się z pięciu brytyjskich i czterech portugalskich okrętów, operowała z Saint Paul’s Bay i Marsa Sirocco na wyspie Malcie.

## Blokada

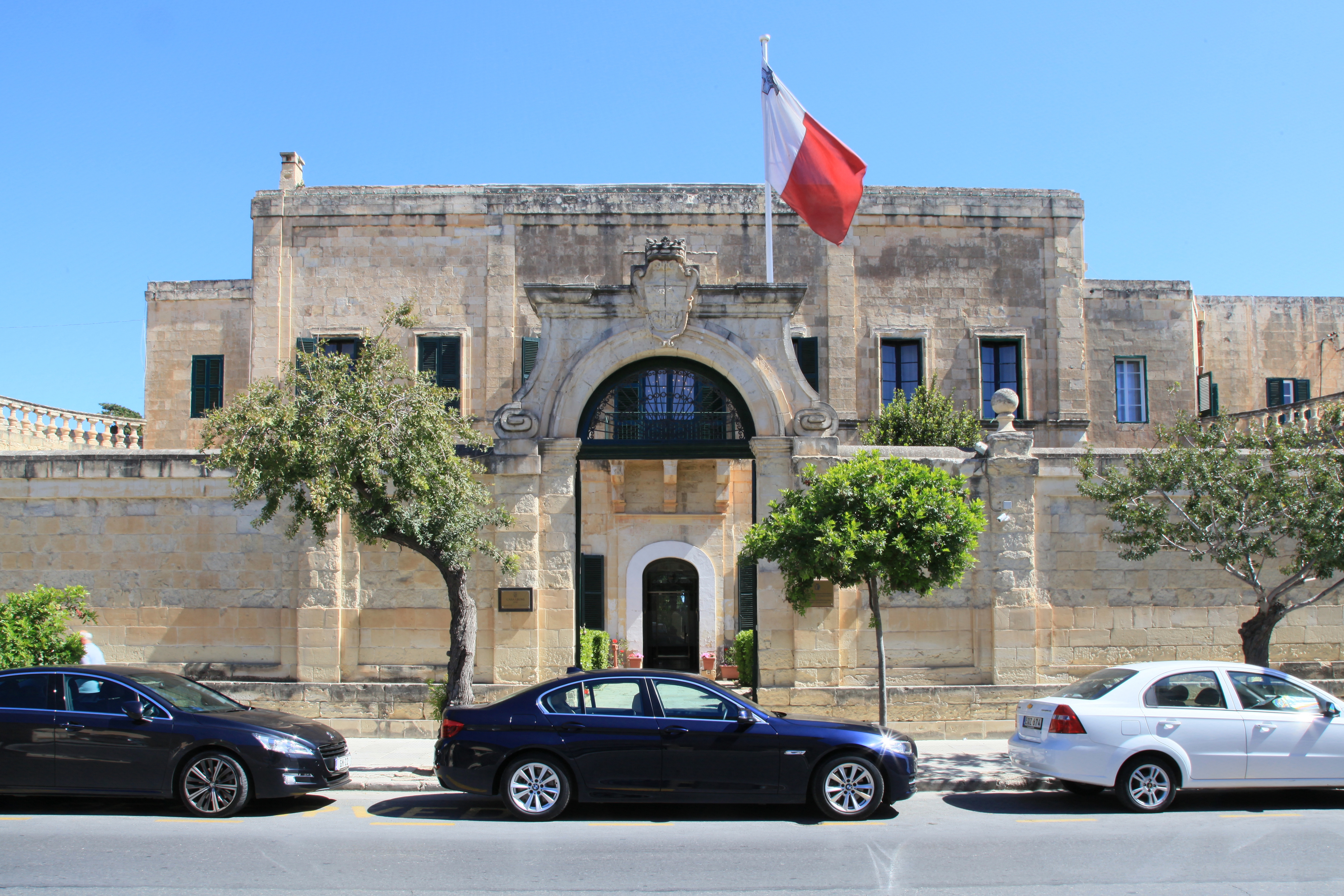
Casa Leoni, kwatera główna dowództwa powstańców maltańskich

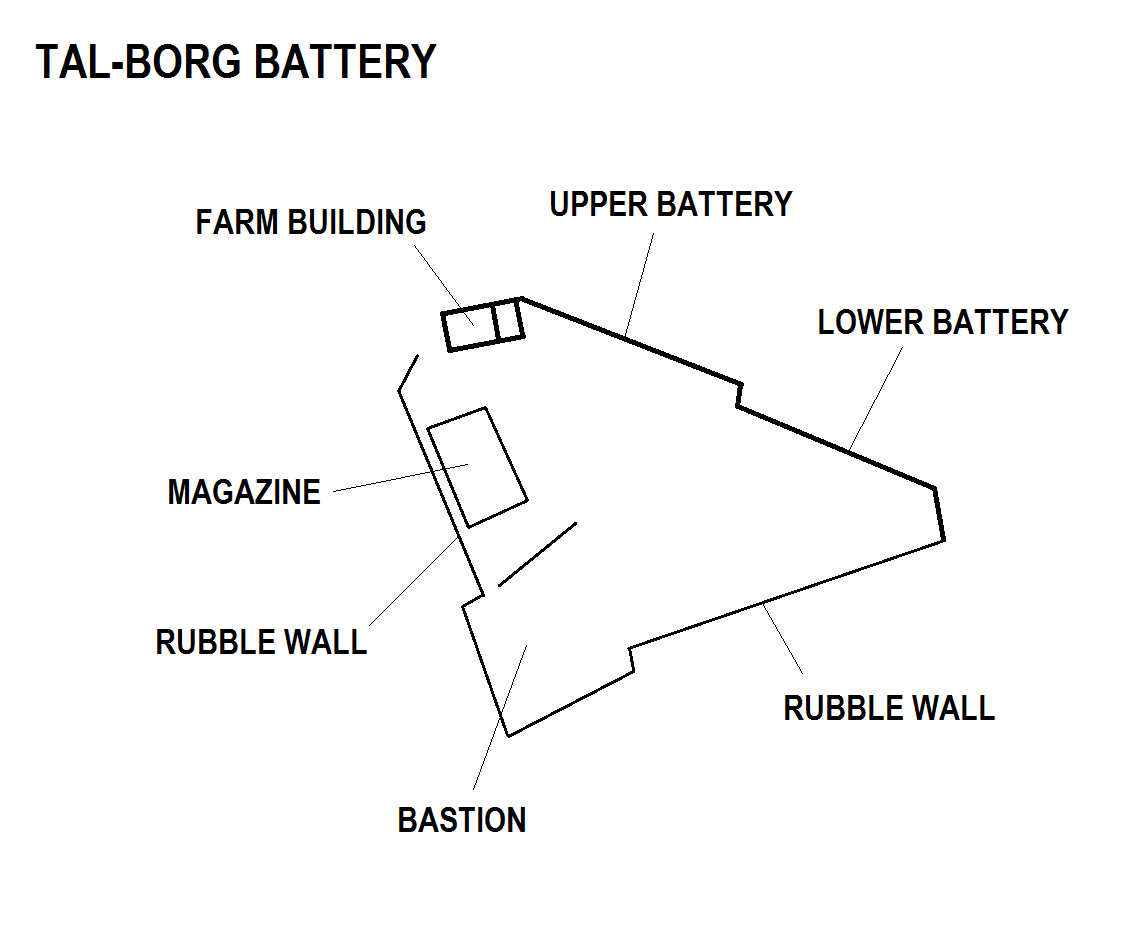
Mapa Baterii Tal-Borg, jednej z baterii zbudowanych przez Maltańczyków do ostrzeliwania francuskich pozycji i powstrzymywania ewentualnych kontrataków

Rok 1799 był frustrujący dla brytyjskich i maltańskich oddziałów, rozmieszczonych wokół Valletty, ponieważ działania zmierzające do zapewnienia wystarczających sił do utrzymania oblężenia były wielokrotnie odrzucane. Generał James St Claire-Erskine, dowódca sił brytyjskich na Morzu Śródziemnym, uważał trwającą wojnę koalicji przeciw Francuzom we Włoszech oraz obronę Minorki za ważniejsze niż oblężenie Francuzów na Malcie, a pokonani Neapolitańczycy nadal odmawiali pomocy. Rosyjska eskadra okrętów, którą dowodził admirał Fiodor Uszakow przypłynęła na krótko na wyspę w styczniu, lecz niemal natychmiast otrzymała rozkaz dołączenia do rosyjskich i tureckich wojsk oblegających wyspę Korfu. Jakby tego było mało, siły sprzymierzone miały problemy z zapewnieniem żywności dla Maltańczyków, zaś Francuzom udało się dostarczyć, mimo blokady, żywność na początku roku – w styczniu 1799 roku szkuner z Ankony dopłynął do Valletty, a w lutym fregata „Boudeuse” ominęła blokadę i wpłynęła do portu, przywożąc z Tulonu zapasy żywności. W maju wielka ekspedycja francuska pod dowództwem admirała Etienne Eustache Bruixa, wpłynęła na zachodnią część Morza Śródziemnego, czym zmusiła Nelsona do przywołania rozproszonej po całym rejonie floty, czasowo zawieszając blokadę Malty. Podczas tej operacji kilka francuskich statków zaopatrzeniowych, wykorzystując nieobecność brytyjskiej eskadry, wpłynęło do portu w Valletcie.
Pomimo tych okazyjnych dostaw, francuski garnizon raptownie zaczął odczuwać braki żywności. Aby chronić zapasy, zmuszono cywilnych mieszkańców do opuszczenia miasta – ich liczba spadła z 45 tysięcy w roku 1799 do 9 tysięcy w roku 1800. Nelson zdecydował osobiście dowodzić blokadą, a Ball został prezydentem Maltese National Congress (Maltańskiego Kongresu Narodowego). Jako łącznik między maltańskimi przywódcami wojskowymi i cywilnymi, kierował dystrybucją dostaw dla ludności, która zaczynała cierpieć na choroby spowodowane niedoborem żywności . Na „Alexandrze” jego miejsce zajął pierwszy zastępca, William Harrington. 1 listopada Nelson znów przedstawił Vaubois warunki poddania się, lecz powtórnie został odprawiony z niczym. Od tego momentu kontradmirał kierował blokadą na odległość, stacjonując w neapolitańskim porcie Palermo. Oddawał się tam hazardowi i rozrywkom towarzyskim, będąc coraz bliżej Emmy, lady Hamilton, żony ambasadora sir Williama Hamiltona. Jego zachowanie było ostro krytykowane, nie tylko przez dowódcę, wiceadmirała lorda Keitha, lecz również przez starych przyjaciół. Jeden z tych ostatnich Thomas Troubridge, pisał do Nelsona: „Gdybyś wiedział, co Twoi znajomi myślą o Tobie, jestem pewien, że zaprzestałbyś nocnych hulanek... błagam Cię, Lordzie, porzuć to”. 1 grudnia 1799 roku Erskine został zastąpiony przez generała porucznika Henry’ego Edwarda Foxa, który natychmiast przerzucił 800 żołnierzy, pod dowództwem generała brygady Thomasa Grahama, z garnizonu w Mesynie na Maltę. Żołnierze ci wypełnili lukę powstałą przez odkomenderowanie sił portugalskich do Lizbony. W Valletcie zaczęły rozprzestrzeniać się choroby, spowodowane racjonowaniem żywności. Przybycie awizo w styczniu 1800 roku z wiadomością o wydarzeniach 18 Brumaire’a, które uczyniły Napoleona Pierwszym Konsulem Francji, wywołało krótkie odprężenie i publiczne oświadczenie Vaubois, że miasto nigdy się nie podda, chociaż warunki ciągle się pogarszały.

## Głód i odsiecz

### Bitwa konwoju maltańskiego
Na początku lutego 1800 roku, rząd neapolitański, usadowiony ponownie w Neapolu po usunięciu go stamtąd przed rokiem, w końcu zgodził się wziąć udział w oblężeniu Malty. 1200 żołnierzy zostało zaokrętowanych na jednostki, na czele z HMS „Queen Charlotte”, okrętem flagowym lorda Keitha, i wkrótce pojawiło się na Malcie. Zarówno Nelson, jak i Keith pozostali przez jakiś czas z eskadrą blokującą, która składała się z sześciu okrętów liniowych, wraz z kilkoma neapolitańskimi okrętami liniowymi oraz kilkoma fregatami brytyjskimi i neapolitańskimi. 17 lutego otrzymano informację z fregaty HMS „Success”, pozostałej na Sycylii, aby śledzić poczynania Francuzów. Komandor Shuldham Peard raportował, że podążał za eskadrą sześciu lub siedmiu francuskich okrętów, żeglujących w kierunku Malty. Jednostki te były dodatkową eskadrą, wysłaną z Tulonu, wiozącą duże zapasy żywności i 3000 żołnierzy pod dowództwem kontradmirała Jeana-Baptiste’a Perrée’a na okręcie „Généreux”, jednym z liniowców ocalałych pod Abukirem dwa lata wcześniej. 18 lutego konwój został dostrzeżony przez obserwatorów na „Alexandrze”. W wyniku pogoni „Success” schwytał francuski transportowiec i zaatakował dużo większy „Généreux”. Chociaż fregata została uszkodzona w starciu, druga salwa burtowa śmiertelnie zraniła Perrée’a i spowolniła okręt liniowy na tyle, by HMS „Foudroyant”, pod rozkazami lorda Nelsona, oraz HMS „Northumberland” przyłączyły się do bitwy. W obliczu takiej przewagi liczebnej, „Généreux” poddał się.

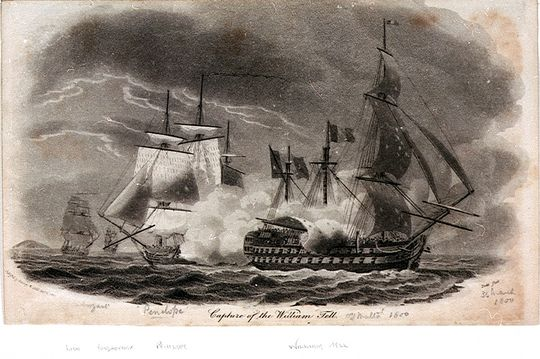
Zdobycie okrętu „Guillaume Tell”

Krótko po zdobyciu „Généreux”, lord Keith powrócił na „Queen Charlotte” na włoskie wybrzeże, gdzie stracił swój okręt flagowy podczas pożaru. Keitha nie było w tym czasie na jednostce. Przed wyjazdem wiceadmirał wydał ścisłe instrukcje Nelsonowi, by ten nie wracał do Palermo, lecz ograniczył się do zejście na ląd w Syrakuzach. Nelson zignorował ten rozkaz i pod koniec marca był już w Palermo, prowadząc otwarty romans z Emmą Hamilton. Pod jego nieobecność, komendę nad blokadą przejął Troubridge, czasowo przekazując ją komandorowi Manleyowi Dixonowi. 31 marca Dixon dowodził eskadrą, kiedy „Guillaume Tell” (pod kapitanem Decrés) podjął próbę przerwania blokady i wyjścia z Valletty. Zauważony przez fregatę HMS „Penelope”, dowodzoną przez komandora Henrym Blackwoodem, „Guillaume Tell” pognał w kierunku północnym, ścierając się w walce najpierw z „Penelope”, a następnie z HMS „Lion” komandora Dixona. Zmusił oba okręty do odwrotu, lecz sam również uległ dużym uszkodzeniom. W końcu przybycie potężnego  „Foudroyanta” sir Edwarda Berry’ego przesądziło o wyniku walki, aczkolwiek Decrés kontynuował bój przez następne dwie godziny, poddając wreszcie swój pokiereszowany i pozbawiony masztów okręt. W walce tej stracił ponad 200 zabitych i rannych.

### Rejs Nelsona
W następstwie tych porażek na morzu oraz w obliczu malejących dostaw do Valletty, Brytyjczycy ponownie wysłali do Vaubois żądanie  kapitulacji. Ten ponownie odmówił, odpowiadając im: „Cette place est en trop bon état, et je suis moi-même trop jaloux de bien servir men payset de conserver mon honneur, por écouter vos propositions” („To miejsce jest w zbyt dobrej sytuacji, a ja jestem zbyt świadomy służby mojemu krajowi i mojemu honorowi, aby posłuchać Pana propozycji”). W rzeczywistości sytuacja w Valletcie była tragiczna: w lutym ceny podstawowych produktów spożywczych wynosiły 16 franków za drób, 12 franków za królika, 20 sous za jajko, 18 sous za sałatę, 40 sous za szczura i 6 franków za funt ryb. Dla chorych na tyfus cywilnych mieszkańców, jedynym dostępnym jedzeniem była zupa z koniny.
23 marca Nelson opuścił Palermo na „Foudroyant”, z małżeństwem Hamiltonów na pokładzie, jako swoimi gośćmi. Zawinęli do Syrakuz, a następnie popłynęli na Maltę, gdzie komandor Berry podpłynął tak blisko Valletty, iż okręt dostał się pod ogień francuskiej artylerii. Na szczęście nie został trafiony, lecz Nelson zdenerwował się, że Emma została narażona na niebezpieczeństwo i nakazał Berry’emu natychmiast odpłynąć. Jego gniew zwiększyła odmowa kochanki zejścia z pokładu rufowego podczas krótkiej wymiany ognia. Stamtąd „Foudroyant” zakotwiczył w Marsa Sirocco, gdzie Nelson i Emma otwarcie zamieszkali razem i byli goszczeni przez Troubridge’a i Grahama. Sir William Hamilton, równie wytrawny kolekcjoner antyków, jak dyplomata, spędzał czas zwiedzając wyspę. Na początku czerwca Nelson i jego towarzysze powrócili do Palermo, rozpoczynając długą lądową podróż przez Europę do Wielkiej Brytanii. Kontradmirał również zwolnił okręty „Foudroyant” i „Alexander” z blokady, znów wbrew wyraźnym rozkazom Keitha, aby pomóc neapolitańskiej rodzinie królewskiej w dotarciu do Livorno. Rozwścieczony nieposłuszeństwem Nelsona, Keith publicznie powiedział, że „lady Hamilton dowodziła flotą wystarczająco długo”. W maju Troubridge powrócił do Wielkiej Brytanii i został zastąpiony w dowodzeniu przez komandora George’a Martina, podczas gdy miejsce Grahama zajął generał major Henry Pigot.

### Kapitulacja
Brytyjska blokada trwała, aby zapobiec francuskim próbom zaopatrzenia Valletty, przez całe wczesne lato roku 1800. W sierpniu sytuacja oblężonych była naprawdę rozpaczliwa: w mieście nie było już koni i innych jucznych zwierząt, psów, kotów, królików czy drobiu, cysterny na wodę zostały opróżnione, a nawet zaczęło brakować drewna opałowego. Żołnierze byli tak zdesperowani, że rozebrali na opał fregatę „Boudeuse”, uwięzioną w porcie przez blokadę. Przewidując nieuniknioną kapitulację, Vaubois wydał rozkaz, aby fregaty „Diane” i „Justice” spróbowały przedrzeć się przez blokadę do Tulonu. Na każdą z nich zaokrętowano minimalną liczebnie załogę, około 115 ludzi. 24 sierpnia, kiedy wiatr był sprzyjający i noc wystarczająco ciemna, aby osłonić ruchy jednostek, fregaty wypłynęły w morze. Prawie natychmiast obserwatorzy na HMS „Success” wypatrzyli je i komandor Peard rozpoczął pościg, wiodąc za sobą HMS „Genereux” i „Northumberland”. „Diane” (kpt Solen) była zbyt wolna i Peard doścignął ją, zmuszając, po krótkiej wymianie ognia, do poddania się. Fregata przemianowana została później na HMS „Niobe”. Natomiast „Justice”, pod komandorem Jeanem Villeneuve, okazała się szybsza i uszła pogoni, docierając w końcu do Tulonu. Był to jedyny okręt, któremu udało się wydostać z Malty podczas trwania blokady.
3 września, kiedy ludzie umierali z głodu i chorób w liczbie ponad stu dziennie, Vaubois zwołał radę oficerów, na której jednogłośnie zdecydowano o poddaniu się. Następnego dnia wysłano posłańców do Brytyjczyków, a po południu generał Pigot i komandor Martin podpisali warunki ugody z generałem Vaubois i kontradmirałem Villeneuve. Maltańczycy zostali całkowicie wyłączeni z negocjacji, jakkolwiek ich dowódca, Alexander Ball, został później Cywilnym Komisarzem Malty . Warunki kapitulacji były twarde: wyspa, jej terytoria zależne, fortyfikacje i urządzenia wojskowe zostały w całości przekazane pod brytyjską kontrolę. Dotyczyło to również okrętów liniowych „Athenien” i „Dégo” oraz fregaty „Carthagénaise” (były to francuskie okręty, odebrane poprzednio joannitom). Spośród nich jedynie ten pierwszy był wyposażony na tyle dobrze, że mógł być włączony do Royal Navy, stając się HMS „Athenienne”. Pozostałe jednostki zostały rozebrane. Dwa statki dostawcze i różne mniejsze okręty wojenne zostały również zajęte.
Zdobycie Malty przywróciło Brytyjczykom kontrolę nad centralną częścią Morza Śródziemnego i było ważnym krokiem do uwolnienia w 1801 roku Egiptu spod władzy francuskiej. Ważnym punktem traktatu w Amiens z tego samego roku, który przyniósł koniec francuskich wojen rewolucyjnych, było to, że Brytyjczycy opuszczają Maltę. Rosyjski car Aleksander I mając pewne roszczenia do wyspy jako tytularny zwierzchnik joannitów żądał, aby przed zatwierdzeniem traktatu z Brytyjczykami, Malta została przekazana Rosji. Premier William Pitt Młodszy kategorycznie odmówił, wkrótce potem rozpoczęły się wojny napoleońskie z Francją, po części z powodu niewykonania tego punktu umowy przez Brytyjczyków. Wyspa pozostała w brytyjskich rękach aż do uzyskania niepodległości w 1964 roku.